# Безлепкіна Оксана Петрівна
Безлепкіна Оксана Петрівна (біл. Аксана Пятроўна Бязлепкіна; нар. 26 липня 1981, Гомель) — білоруська письменниця, літературознавець, критик. Закінчила філологічний факультет БДУ (2003), кандидат філологічних наук (2006). Напрямки наукової діяльності: російська література, 19—20 ст., порівняльне літературознавство. Дослідниця і автор білоруського детектива. Викладає білоруську літературу на факультеті журналістики БДУ.
Лауреат премії «Золота літера-2003» (за монографію «Разам і паасобку: Таварыства „Тутэйшыя“».